# Tiny Music... Songs from the Vatican Gift Shop
Tiny Music... Songs From The Vatican Gift Shop è il terzo album in studio del gruppo musicale statunitense Stone Temple Pilots, pubblicato il 26 marzo 1996 dalla Atlantic Records.

## Descrizione
Rispetto alle precedenti pubblicazioni, l'album si caratterizza per sonorità atipiche per il gruppo: molti dei brani infatti presentavano uno stile più vicino al rock anni sessanta; Inoltre, i testi furono in gran parte composti dal frontman Scott Weiland durante la sua permanenza in prigione nel 1995 per possesso di cocaina ed eroina. Nonostante gli attacchi da parte della critica specializzata, il disco ottenne un buon successo commerciale
Dall'album furono estratti i singoli Big Bang Baby, Trippin' on a Hole in a Paper Heart e Lady Picture Show. La relativa tournée promozionale, invece, non si svolse regolarmente poiché Weiland fu obbligato a seguire un programma di riabilitazione che però alla fine del 1996 si rivelò del tutto inutile.

## Tracce
1. Press Play – 1:21
2. Pop's Love Suicide – 3:40
3. Tumble in the Rough – 3:18
4. Big Bang Baby – 3:21
5. Lady Picture Show – 4:06
6. And So I Know – 3:56
7. Trippin' on a Hole in a Paper Heart – 2:54
8. Art School Girl – 3:32
9. Adhesive – 5:31
10. Ride the Cliché – 3:15
11. Daisy – 2:13
12. Seven Caged Tigers – 4:17

## Formazione
- Scott Weiland – voce
- Dean DeLeo – chitarra elettrica ed acustica, tastiera, cori
- Robert DeLeo – basso, percussioni, cori
- Eric Kretz – batteria, percussioni

## Classifiche
| Classifica (1996) | Posizione massima |
| ----------------- | ----------------- |
| Australia         | 3                 |
| Austria           | 37                |
| Canada            | 5                 |
| Finlandia         | 18                |
| Germania          | 47                |
| Norvegia          | 27                |
| Nuova Zelanda     | 4                 |
| Regno Unito       | 31                |
| Stati Uniti       | 4                 |
| Svezia            | 27                |
| Svizzera          | 41                |